# Аттіліо Перотті
Аттіліо Перотті (італ. Attilio Perotti, нар. 3 березня 1946, Баньйоло-Мелла) — італійський футболіст, що грав на позиції півзахисника. По завершенні ігрової кар'єри — тренер.

## Ігрова кар'єра
Народився 3 березня 1946 року в місті Баньйоло-Мелла. Вихованець футбольної школи клубу «Казале». З 1962 року три роки перебував у структурі вищолігового «Інтернаціонале», але за першу команду так і не дебютував, після чого повернувся до «Казале» і виступав за нього у Серії D 1965/66. Згодом з 1966 по 1968 рік грав у складі «Комо» в Серії С.
Своєю грою за останню команду привернув увагу представників тренерського штабу клубу «Дженоа», до складу якого приєднався 1968 року. Відіграв за генуезький клуб наступні сім сезонів своєї ігрової кар'єри. Більшість часу, проведеного у складі «Дженоа», був основним гравцем команди й у 1973 році вийшов з клубом до Серії А. 30 жовтня 1973 року Перотті дебютував у Серії А у домашній грі проти «Роми» (2:1). У першому сезоні він провів тринадцять матчів за «россоблу», а команда вилетіла назад до Серії В.
Завершив ігрову кар'єру у команді «Парма», за яку виступав протягом 1975–1977 років у Серії С.

## Кар'єра тренера
По завершенні кар'єри гравця 1977 року повернувся до «Дженоа», де тривалий час тренував молодіжну команду, а у травні 1986 року став головним тренером першої команди «Дженоа» на останні 5 турів сезону Серії В, тренував генуезький клуб один рік. У першому повному сезоні 1986/87 на чолі клубу до останнього туру боровся за вихід до Серії А, але несподівано програвши в останньому турі одному з аутсайдерів клубу «Таранто» втратив цю можливість, не добравши лише одне очко. На наступний сезон він повернувся тренувати молодіжну команду, але у січні 1988 року знову очолив першу команду, замінивши Луїджі Сімоні, під керівництвом якого клуб боровся за виживання. Перотті до кінця сезону здобув 5 перемог і допоміг команді залишитись у Серії В.
У січні 1989 року прийняв пропозицію попрацювати у клубі «П'яченца», але за підсумками сезону 1988/89 посів з нею останнє місце у Серії В і вилетіла до третього дивізіону, після чого Аттіліо покинув посаду.
Надалі протягом 2 років, починаючи з 1989, був головним тренером команди «Сієна», з якою 1990 року піднявся із Серії C2 до Серії C1, а 1991 року був запрошений керівництвом клубу Серії В «Чезена» очолити його команду, з якою пропрацював до 1992 року.
У сезоні 1992/93 Перотті працював з командою Серії С1 «Трієстіна», після чого очолював низку клубів Серії В — «Андрія», «Анкона», «Верона», «Дженоа», «Перуджа», «Реджана» та «Равенна».
2000 року став головним тренером «Верони», дебютувавши таким чином як тренер у вищому італійському дивізіоні. За підсумками сезону 2000/01 Перотті вдалося врятувати команду від вильоту, вигравши плей-оф за право лишитися проти «Реджини», після чого покинув команду і з листопада 2001 по грудень 2002 року працював у другому дивізіоні за «Барі».
У жовтні 2003 року був призначений тренером «Емполі» в Серії А, але наприкінці сезону 2003/04 він не зміг уникнути вильоту в Серію В.
З 2004 року працював виконавчим директором «Ліворно», але в березні 2006 року він знову повернувся до керма «Дженоа», що тоді грав у Серії C1, але вже у квітні покинув команду.
Згодом Перотті очолював молодіжний сектор «П'яченци» з сезону 2008/09 і був підвищений до посади менеджера з розвитку талантів, пішовши у відставку в грудні 2009 року.
5 листопада 2011 року Перотті обійняв посаду менеджера технічного відділу «Ліворно», а 6 травня 2012 року став головним тренером клубу після звільнення Армандо Мадонни. Йому вдалось врятувати команду від вильоту, перемігши у двох останніх турах Серії В 2011/12. Наприкінці сезону він повернувся, щоб обійняти посаду технічного директора клубу.
13 січня 2014 року Перотті ненадовго знову повернувся в «Ліворно» після звільнення Давіде Ніколи, але через кілька днів, 21 січня, після поразки у Серії А від «Роми» з рахунком 0:3, його замінив Доменіко Ді Карло, а Перотті повернувся на посаду технічного директора.

## Титули й досягнення
- Чемпіон Серії B: 1972/73